# Huxley (Texas)
Huxley è un comune (city) degli Stati Uniti d'America della contea di Shelby nello Stato del Texas. La popolazione era di 385 abitanti al censimento del 2010.

## Geografia fisica
Secondo lo United States Census Bureau, la città ha una superficie totale di 5,4 km², dei quali 5,29 km² di territorio e 0,11 km² di acque interne (2,01% del totale).

## Società

### Evoluzione demografica
Secondo il censimento del 2010, la popolazione era di 385 abitanti.

### Etnie e minoranze straniere
Secondo il censimento del 2010, la composizione etnica della città era formata dal 91,17% di bianchi, il 5,19% di afroamericani, lo 0% di nativi americani, lo 0% di asiatici, lo 0% di oceanici, l'1,82% di altre razze, e l'1,82% di due o più etnie. Ispanici o latinos di qualunque razza erano il 4,42% della popolazione.